# تقی شهرام
محمدتقی شهرام (۱۳۲۶–۱۳۵۹) از اعضای اصلی هسته مرکزیِ سازمان مجاهدین خلق ایران و رهبر نخست این سازمان پس از مرگ رضا رضایی بود. وی همچنین مسئول اصلی تغییر ایدئولوژی و خط مشی مجاهدین از اسلام به مارکسیسم–لنینیسم بود.

## زندگی
محمدتقی شهرام، فرزند رمضان، در سال ۱۳۲۶ در تهران متولد شد. دوران متوسطه را در دبیرستان هدف شماره یک به پایان رسانید و در سال ۱۳۴۷ در رشتهٔ ریاضی دانشکدهٔ علوم دانشگاه تهران مشغول به تحصیل شد. در سال ۱۳۴۸ به واسطهٔ دوستان خود، محمد حیاتی و علیرضا زمردیان، گرایش‌های مذهبی پیدا کرد و با آثار مهندس بازرگان و آیت‌الله طالقانی آشنا شد. در اواخر سال ۱۳۴۸ و اوایل ۱۳۴۹ توسط موسی خیابانی عضوگیری شد. برای او که در یک خانواده و محیط مذهبی رشد نکرده بود، منابع مارکسیستی سازمان و تحلیل‌های مبتنی بر این نگرش، طبعاً دارای جاذبهٔ بیشتری بود؛ و شاید از همان دوران زمینهٔ پذیرش کلیت مارکسیسم را داشته‌است. اصطلاح «جامعهٔ توحیدی بدون طبقات» ـ که بعدها به «جامعهٔ بی‌طبقهٔ توحیدی» معروف شد ـ برای اولین بار در متن دفاعیهٔ ناصر صادق به کار رفت که شهرام مدعی بود خودش آن را ابداع کرده‌است.
تقی شهرام فارغ‌التحصیل رشتهٔ ریاضی از دانشگاه تهران بود و در اواسط سال ۱۳۴۸ در زمان دانشجوئی به گروه متشکلی از انقلابیون مسلمان که بعدها سازمان مجاهدین خلق ایران نامیده شد، پیوست. دو سال بعد در پی تدارک گروه برای شروع عملیات مسلحانه و انهدام دکل‌های برق شهر تهران، پیش از جشن‌های موسوم به ۲۵۰۰ ساله شاهنشاهی، در شهریور ۱۳۵۰ که نزدیک به ۸۰ درصد گروه گرفتار پلیس شاه شدند، تقی شهرام نیز دستگیر شد و در دادگاه رژیم شاه محاکمه شد. رژیم از این محاکمه که نخستین آن از افراد دستگیرشدهٔ مجاهدین خلق بود، قصد استفاده تبلیغاتی داشت، که در آن خبرنگاران حضور داشتند.
این ۱۱ نفر که در ۲۵ بهمن ۱۳۵۰ محاکمه می‌شدند، به ترتیب ردیف محکومیت شامل، ۱- ناصر صادق، ۲- محمد بازرگانی، ۳- مسعود رجوی، ۴- علی میهن‌دوست، ۵- منصور بازرگان، ۶- مهدی فیروزان، ۷- حسن راهی، ۸- محمد تقی شهرام، ۹- محمد احمدی، ۱۰- مصطفی ملایری، ۱۱- محمد غرضی، بودند، همگی از مواضع خود دفاع کرده و صلاحیت دادگاه را رد می‌کنند. در این بین تنها محمد غرضی که متهم ردیف آخر بود، صلاحیت دادگاه را تأیید کرده، قسم خورد که هیچ‌کاره است و از دادگاه تقاضای بخشش کرد، در هر حال او تبرئه گشت.برای ۴ نفر اول تقاضای اعدام شد و بقیه به زندانهای متعددی محکوم شدند. تقی شهرام، با دفاع از اعتقاداتش و فعالیت‌های سازمان (که اینک، پس از انتشار نخستین اعلامیه، نام و ایدئولوژی سازمان در بیروت، در ۲۰ بهمن ماه ۱۳۵۰ توسط تراب حق‌شناس، حسین روحانی و محمود شامخی، دیگر شناخته شده بودند) به ۱۰ سال حبس محکوم می‌شود.
در زندان تقی شهرام مقالهٔ «خُرده بورژوازی و نقش آن» را نوشت و به بیرون منتقل کرد که یکی از مهم‌ترین مقالات تئوریک سازمان پس از دستگیری‌های سال ۱۳۵۰ بود. در این مقاله تقی شهرام به خطر کمک گرفتن سازمان از بازار و جلب حمایت آنان و نه کارگران و زحمت‌کشان اشاره کرده بود. وی در این مقاله «اولین تلاش جدی درون‌تشکیلاتی، برای درک قانونمندی طبقاتی مبارزه را به نام خود می‌کند» (پیکار۶۵ص۱۲). در پی اعتراض زندانیان در زندان قصر به شرایط زندان، از سوی ساواک تعدادی به زندان‌های مختلف فرستاده شدند. محمد تقی شهرام هم به همراه حسین عزتی (از گروه مارکسیستی ستاره سرخ) به زندان ساری تبعید شد. روایت دیگر اینست که در جریان یک بازرسی پلیس، از تقی شهرام و حسین عزتی، یادداشت‌هائی به دست آمد که موضوع آن، تدارک یک اعتصاب در زندان بود؛ به همین جهت این دو تن از تهران به زندان ساری انتقال یافتند. قبل از تبعید، از ادارهٔ زندان‌ها نامهٔ محرمانه‌ای برای زندان ساری ارسال شد؛ و حکایت از آن داشت که «آنها زندانیان اخلالگر و اعتصاب‌راه‌بیندازی هستند که محیط زندان‌ها را به هم می‌زنند.
در اواسط اردیبهشت ماه ۱۳۵۲ محمد تقی شهرام که از شش ماه پیش‌تر، ۱۰ سال محکومیتش را در زندان ساری و در حال تبعید می‌گذراند، موفق به جذب زندانبان خود، ستوان دوم «امیر حسین احمدیان» به مجاهدین شده، با مقدار زیادی اسلحه و مهمات گریخت و دوباره به مجاهدین پیوست. احمدیان درصدد بود که ادامهٔ تحصیل بدهد. برای این کار نیاز به تقویت در دروس ریاضی و فیزیک داشته، پس از اطلاع از اینکه شهرام فارغ‌التحصیل ریاضیست، از شهرام و عزتی خواسته بود که به او در درس‌هایش کمک کنند. این کلاس‌های درس کم‌کم به رابطهٔ دوستی بین آن‌ها انجامید که سرانجام با تعلیمات شهرام، به دگرگونی فکری احمدیان منجر شد. در ۱۵ اردیبهشت ۱۳۵۲ و با یک نقشهٔ از پیش تعیین شده، احمدیان با فریب افراد زیر فرمانش، به همراه شهرام، عزتی و با سرقت ۲۰ قبضه سلاح کمری، مهمات، بی‌سیم و وسایل دیگر فرار کردند. پس از ۱۳ روز با تلاش شهرام آن‌ها با تشکیلات رابطه گرفتند. حسین عزتی نیز با گرفتن دو رولول به قصد وصل شدن به گروه خود، از آن‌ها جدا شده بود. کمی بعد در روز ۱۳ خرداد همان سال سازمان مجاهدین با همان سلاح‌ها «سرهنگ لوئیس هاوکینز»، معاون اداره مستشاری نظامی آمریکا در ایران را ترور کرد. 
مرکزیت سازمان در این زمان متشکل از رضا رضائی، بهرام آرام و مجید شریف‌واقفی بود. در نیمه‌شبِ ۲۵ خرداد ۱۳۵۲ رضا رضایی در یک حادثهٔ تصادفی در خانه یکی از آشنایانش، درحالی‌که ساواک برای دستگیری فرد دیگری به خانهٔ مجاور حمله کرده بود، مورد حمله ساواک قرار گرفته و از طبقهٔ دوم ساختمان به پائین پرید.
رضا با وجودی که پایش شکسته بود، با نیروهای ساواک تا ۲ ساعت به درگیری مسلحانه پرداخت و سرانجام کشته شد. شهرام و احمدیان که در خانهٔ تیمی رضا بودند به جای دیگری منتقل شدند. احمدیان در ابتدا به یک مسافرخانه، سپس به خانهٔ تیمی مجید شریف‌واقفی و سپس به مشهد منتقل گردیدند. احمدیان بعدها در جریان تغییر ایدئولوژی سازمان مارکسیست شد.
برای پر کردن جای رضائی، بهرام آرام که در آن زمان مسؤول اصلی تمام کارهای اجرائی سازمان مجاهدین بود، پس از آن، مرکزیت مجدداً به سازماندهی تشکیلات پرداخته و با جذب اعضا جدید خود را تقویت کرد. تقی شهرام طی یک اعلامیه به عنوان عضو مرکزیت سازمان، از رضا رضائی پس از کشته شدنش بسیار تجلیل کرد. البته تا زمان زنده بودن رضا رضائی، شهرام در مرکزیت جائی نداشت و رضا در مورد رهبری‌طلبی و ویژگی‌های شهرام به دیگران هشدار داده بود.
پس از کشته شدن رضا، شهرام در واقع مجبور می‌شود اعلامیهٔ کشته شدن رضا را بنویسد، وگرنه دل خوشی از رضا نداشت. در زمان رضا رضائی و پس از کشته شدن وی، سازمان برای سازماندهی مجدد و حفظ نیرو جلسات متعددی برگزار می‌کند. در نشست فوق‌العاده و جمعهای «بررسی و تصمیم» که در بهار سال ۵۲ برای بررسی مسائل و مشکلات سازمانی تشکیل شد، نمودهای مختلفی از گذشته در رابطه با نارسائی‌ها و انحرافات سازمانی آورده می‌شد که مجموعاً ضرورت مبارزه با ضعف‌هائی نظیر کم بها دادن به کادرهای پائین، دگماتیسم، پاترنالیسم، شخصیت‌پرستی، ترور و.. رهبری‌طلبی بالا و… را مورد تأکید قرار می‌داد پس از آن در یک تصمیم تشکیلاتی برای جلوگیری از ضربات کمتر، «در تابستان ۱۳۵۲، سازمان بخاطر مسائل امنیتی به ۳ شاخه مجزا تقسیم می‌شوند که سر شاخه‌ها به‌عنوان مرکزیت سازمان عمل می‌کنند».
محمد تقی شهرام مسئول شاخه سیاسی تئوریک، مجید شریف واقفی مسئول شاخه کارگری و بهرام آرام مسئول شاخه نظامی می‌شوند. وی با جمعبندی از بحران سازمان (که به‌دنبال ضربات سال ۱۳۵۰ شکل گرفته بود)، به این نتیجه رسید که اندیشه مذهبی سازمان درتناقض با اهداف آن برای به‌وجود آوردن یک جامعه بی طبقه توحیدی قرار دارد و اندیشه مارکسیستی را جوابگوی رسیدن به اهداف برابری طلبانه سازمان ارزیابی کرد. در زمان کادرهای مرکزی جدید، (بهرام آرام، مجید شریف واقفی و محمد تقی شهرام)، سازمان مجدداً شروع به عملیات مسلحانه می‌کند.
در سال ۱۳۵۲ آن‌ها دو بار به جنگ خیابانی با نیروهای پلیس می‌پردازند و ۱۰ ساختمان مهم متعلق به دولت و شرکت‌های آمریکایی را منفجر می‌کنند. در بهمن ماه همین سال مجاهدین به یک کلانتری در اصفهان حمله کرده و در همین ماه با همکاری فداییان اعتصابی در دانشگاه تهران علیه استفاده ساواک از شکنجه براه می‌اندازند.
از اوایل پاییز سال ۱۳۵۲ محمد تقی شهرام به‌همراه عده دیگری به مارکسیسم می‌گراید.
به ادعای دوستان و هم‌بندی‌هایش «وی در زندان تغییر ایدئولوژی نداده بود، بلکه در پروسه سالهای ۵۴–۱۳۵۲، به مارکسیسم لنینیسم معتقد شد.»
عبدالله زرین‌کفش، از اعضای مرکزیت سازمان که سالیان درازی را با شهرام زندگی کرده و در تشکیلات با او هماهنگ بوده دربارهٔ میزان تأثیرپذیری وی از دانش مارکسیستی حسین عزتی و مصطفی شعاعیان می‌گوید: «بیشترین دورانی که شهرام با عزتی گذراند و از او استفاده کرد، در زندان ساری بود. با مصطفی شعاعیان پس از فرار از زندان انس داشت و دوران بیشتری را با او گذراند. بخشی از دیدگاه‌های متعددی که شهرام در سطح سازمان و جریان مبارزه مطرح می‌کرد، از شعاعیان اخذ شده بود.»
بهرام آرام که در واقع رهبر اول و مغز عملیاتی مجاهدین بود هنوز مارکسیست نشده بود و تفکرات مارکسیستی هنوز در سازمان گسترش نیافته بود. تقی شهرام باورهای جدید خود را با دو کادر مرکزی دیگر در میان می‌گذارد، مجید شریف واقفی، از همان آغاز مخالفت می‌کند اما بهرام آرام معتقد به مطالعه و یافتن راه درست است. نویسندگان بیانیه تغییر مواضع معتقدند که، در ابتدای شروع مبارزه ایدئولوژیک، شریف واقفی روی موافق نشان می‌دهد اما زمانی که انتقادات خود او را نشانه می‌رود، عکس‌العمل نشان داده و مخالفت می‌کند؛ بنابراین تصمیم گرفته می‌شود که بحث‌ها تنها در سطح کادرهای مرکزی و مسئولین شاخه‌ها انجام بگیرد تا افراد جدید و رده پایین‌تر دچار سردرگمی نشوند.
«جنبش» اصلاحات و آموزش «و تجدید تربیت ایدئولوژیک کادرها از بالا به پایین در سازمان به راه می‌افتد».». «در مرکزیت قرار بر این گذاشته می‌شود که بحث‌ها به پایین نرود تا کسی بی جهت مسئله دار نشود. (قراری که بعداً زیر پا گذاشته می‌شود). ۹
۹ ماه در جلسات درونی سازمان پیرامون تغییر ایدئولوژی بحث می‌شد. پیش از این بنا به‌گفته تراب حق‌شناس، «آنان چندین سال بالای اعلامیه‌ها آیه‌ای از قرآن می‌نوشتند و معتقد بودند که از قرآن الهام می‌گیرند ولی از آنجا که پس از مدت‌ها برای هیچ کاری که به مبارزات روزمره هم مربوط می‌شود فرصت باز کردن لای قرآن را ندارند، در واقع قرآن غیرقابل استفاده می‌شود (همین حرف را مجید شریف واقفی در خانه تیمی مشترک به پوران بازرگان زده بود)». در زمستان سال ۱۳۵۲ بهرام آرام نیز مارکسیست می‌شود. بنا به‌گفته سازمان مجاهدین در کتابی که بعد از انقلاب چاپ کردند، تا پایان زمستان ۱۳۵۲، عمده مرکزیت دو شاخه (غیر از شاخه شریف واقفی) مارکسیسم را می‌پذیرند. شریف واقفی نیز در اوایل سال ۵۳ متوجه قضایا شده بود اما سکوت می‌کند.
تقی شهرام در سال ۵۳ با فاطمه میرزا جعفر علاف (طاهره) ازدواج کرد. ثمرهٔ این ازدواج پسری بنام «مرتضی» بود. طاهره یکی از سر شاخه‌های تقی شهرام در سال ۵۴ بود که در اردیبهشت ۵۵ همراه تعدادی از افراد سازمان در خیابان منیریه توسط ساواک شناسایی شد و طی این درگیری کشته شد.

## انشعاب و تصفیه سازمانی
در آذر ماه ۱۳۵۳ مقاله‌ای در حدود ۱۰۰ صفحه به نام «پرچم مبارزه ایدئولوژیک را برافراشته تر سازیم» توسط تقی شهرام در نشریه داخلی و در سطح رده‌های بالاتر سازمان توزیع می‌شود که به بررسی جهت انتخاب ایدئولوژی برای سازمان و جمعبندی نظرهای ارائه شده پرداخته بود. خود وی در بیانیه می‌گوید: «در پاییز ۵۳، بعد از گذشت یکسال و نیم از آغاز این مبارزه (مبارزه ایدئولوژیک) ورود در یک دوره تحول کیفی جدید در مبارزه ایدئولوژیک از طرف رهبری سازمان اعلام شد. با وجود اینکه برای نگارنده دسترسی به این مقاله میسر نبود، بخش‌هایی از مفاد آن از این قرار است: «یکی از بحث‌ها ضرورت مبارزه مسلحانه بود که به اعتقاد نویسنده مقاله تنها با اعتقادات مارکسیستی قابل توجیه است. در این مقاله وی به‌وجود سه جریان» اپورتونیسم چپ نمای سلطه طلب «، «دگماتیسم مذهبی» و «پاسیو نهیلیست» در سازمان اشاره کرده که علیه خط اصیل و بالنده سازمان فعالیت می‌کنند همچنین در این مقاله اشاره شده بود که دیالکتیک بدون ماتریالیسم، مانند بدن بدون سر است.
در همین زمان در شاخه تقی شهرام کلمه «رفیق» جایگزین «برادر» شده بود، و افراد اجباری در خواندن نماز نداشتند و چون گذشته افراد به کارخانه‌ها برای کارگری و تماس و سازماندهی کارگران می‌رفتند. البته برخی از آنان چون معترض جریان جدید بودند با فرستادن به کارگری دور و دورتر می‌شدند.
«تقی شهرام همچنین افراد شاخه اش را به دو گروه با راندمان و رشد یابنده و بی راندمان و مسئله دار تقسیم می‌کند، پس از چندی افراد معترض را به شاخه‌های دیگر می‌فرستد، مرتضی صمدیه لباف یکی از این افراد بود که به شاخه شریف واقفی فرستاده شده بود. وی را خلع سلاح هم می‌کنند.

پس از تصمیم نهایی در مرکزیت برای تغییر مواضع ایدئولوژیک سازمان، مجید شریف واقفی که منتقد و معترض به تغییر ایدئولوژی سازمان بود عملاً خط خود را از جریان جدید جدا کرده و خطاب به تقی شهرام می‌گوید: 
«تو همه را به تحلیل از خود و انتقاد از خود واداشته‌ای، اما خودت تا به حال، یکبار هم که شده تحلیل و انتقاد از خود کوچکی نکرده‌ای، مگر انسان بی‌عیب و نقص هم، قابل تصور است و اصلاً وجود دارد؟ نکند تو انسان مطلقی؟»

تقی شهرام پاسخ می‌دهد: 
 «راست می‌گویی من هم باید از خود انتقاد بکنم. بزرگ‌ترین انتقاد وارد بر من، پیچیدگی جهان مادی و سادگی ذهن من است.»
وجود تغییر و تحولات ایدئولوژیک در درون سازمان به افراد سازمان در خارج از کشور و به ویژه در پایگاه‌های فلسطینی هم رسیده بود. جریان تقی شهرام ادعا می‌کند که تغییر ایدئولوژی سازمان در طی پروسه‌ای ۲ ساله به نتیجه رسید.
در این مورد محسن نجات حسینی در کتاب خاطراتش اشاره می‌کند. در اواخر تابستان ۱۳۵۳، محمد یقینی که پیشتر از پایگاه‌های نظامی در لبنان به ایران بازگشته بود، دوباره به سوریه آمده و سه نفر را با خود می‌آورد، محمد پاک ایمان، پوران بازرگان همسر محمد حنیف نژاد و محسن فاضل. «مهم‌ترین خبر این بود که ایدئولوژی سازمان در حال تغییر است». همچنین چندی پس از انتشار مقاله «پرچم…» یک گروه ۴–۵ نفره برای توجیه افراد در مراکز مجاهدین به خارج از کشور فرستاده می‌شوند. پیش از این بهرام آرام طی نامه‌ای به افراد خارج از کشور و مراکز رادیویی توصیه کرده بود که از مسائل مذهبی پرهیز کنند. تقی شهرام، نواری به‌صورت سؤال و جواب و در حدود سه ساعت پر می‌کند و به تشکیلات خارج از کشور می‌فرستد، که در آن مواضع جنبش، مجاهدین و نحوه فرار خود را شرح می‌دهد.
واکنش شریف واقفی و دوستانش که معتقد بودند هر تغییری، تحول محسوب نمی‌شود و نحوه عمل جریان جدید اسباب نفاق و اختلاف درونی نیروهای خلقی را به بالاترین درجه فراهم خواهد کرد، ادامه داشت. آنان آراء تقی شهرام را نمی‌پذیرفتند اما نظراتشان به بدنه سازمان نمی‌رسید و عملاً بایکوت بودند.

شریف واقفی کمی بعد در پاسخ به مقاله «پرچم…» می‌نویسد که: 
 «تحولات بنیادی را که شما عنوان می‌کنید، به کمک و تحت اجبار اتوریته سازمانی پیاده شده و شما با سوء استفاده ناصادقانه از مبارزه‌ای که صرفاً در ابعاد «خصلتی» و برای ایجاد فضای مناسب برای کار تئوریک شروع شده بود، آن را آگاهانه و با یک پیچ ظریف بدون اینکه دیگران را در جریان امور قرار دهید… به‌سوی مبارزه علیه مکتب کشاندید».
 همچنین وی در جمع افراد مورد اعتمادش گفته بود که: 
 «اینها به‌صورت جریان و جمع درآمده‌اند و هر فردی که بخواهد در مقابل آن‌ها مقاومت کند بالاجبار شکست خواهد خورد. ما هم باید گروه و جریان خود ایجاد کنیم تا پس از آن بتوانیم از مواضع گروهی خود دفاع کنیم..».
در بهمن ماه ۱۳۵۳ در یک پروسه برای تعیین خط مشی سازمان، دو نفر از سه نفر افراد مرکزیت به مارکسیسم رای می‌دهند و شریف واقفی را که مخالف این تغییر بود، از مرکزیت اخراج و خلع سلاح می‌کنند، همچنین مسئولیت انتشار نشریه امنیتی درون سازمان را از او باز پس می‌گیرند، و به او برای تصمیم در همراهی با نظر اکثریت سازمان اتمام حجت می‌دهند. به شریف واقفی پیشنهاد می‌شود که یا به شاخه مشهد یا به خارج از کشور برود، و در صورت امتناع به کار در کارخانه‌ها رفته تا درک و آگاهی سیاسی اش نسبت به اجتماع بیشتر شود. شریف واقفی ظاهراً به ماندن و کار در کارخانه رضایت می‌دهد اما با اعضای وفادار به آراء بنیانگذاران نخستین (محمد حنیف‌نژاد، سعید محسن و علی‌اصغر بدیع زادگان)، تماس گرفته و بنا بر ادعای تقی شهرام، یک انبار سلاح را جابجا می‌کنند. در توجیه این مهم مارکسیست‌ها در بیانیه مهر ۱۳۵۴ اعلام کردند که در اوایل زمستان ۱۳۵۳ که ساواک دست به شبگردی‌های شبانه زده و موقعیت امنیتی سازمان‌های مبارز را با خطر جدی مواجهه کرده بود، «در یک مرحله، کار کنترل و حسابرسی از برخی از عناصر متزلزل از جمله همین فرد خائن شماره یک (مجید شریف واقفی)، سست شد… او بالاخره بعد از چهار ماه توطئه خائنانه علیه سازمان موفق می‌شود دو نفر از افرادی که یکی از آن‌ها به‌طور کامل از سازمان اخراج شده بود (خائن شماره ۳) فردی با نام مستعار کریم که منظور سعید شاهسوندی است و یک‌نفر دیگر که مراحل انتقادی خود را می‌گذراند (خائن شماره ۲) مرتضی صمدیه لباف و یک‌نفر دیگر را به‌طور بینابینی (بنام مستعار AZ) با خود همراه سازد».
جریان تقی شهرام که برای تحکیم خط خودش به عملیات بزرگ و پر سر و صدا نیاز داشت، در ۲۶ اسفند ماه ۱۳۵۳ «تیمسار رضا زندی پور» رئیس زندان کمیته مشترک شهربانی و ساواک را ترور می‌کند.
مجید شریف واقفی برای حفظ سازمان هوشیارانه به درویش نمایی و موضع پاسیو تظاهر می‌کند. سازمان مجاهدین در کتاب چاپ شده در سال ۱۳۵۸ با وجود اعتراف به تاکتیک شریف واقفی آن را تأیید نمی‌کند اما قابل درک می‌داند. در اواخر سال ۵۳ گروهی از زندانیان مجاهد آزاد می‌شوند، بهرام آرام به‌عنوان مسئول اول کارهای اجرایی سازمان آن‌ها را به سرعت مجدداً وصل کرده، مخفی می‌کند تا کمی بعد رفته رفته در جریان تغییرات ایدئولوژی سازمان قرار گیرند. شریف واقفی هم به‌طور جداگانه با آن‌ها تماس می‌گیرد و مقاله «پرچم…» را در اختیار آن‌ها قرار می‌دهد و از آنان می‌خواهد که چیزی به بهرام نگویند، «زیرا بهرام ممکن است تصمیم ناجوری در مورد او بگیرد، از بین آن‌ها تنها فرهاد صفا که بعدها کشته شد به مجید می‌پیوندد پس از آن مجید شریف واقفی به یکی دیگر از اعضا که دو اسلحه کمری، تعدادی فشنگ و یک نارنجک از بهرام آرام تحویل گرفته بود تا نگهداری کند، می‌گوید که آن‌ها را تحویل ندهد و پیش خود نگهدارد. کمی بعد یک انبار سلاح که پیش عضو دیگری بوده زودتر توسط مرتضی صمدیه تخلیه شده و به‌جای دیگری منتقل می‌شود و مرکزیت از این کارهای غیر تشکیلاتی باخبر می‌شود.
در این بین، مرتضی صمدیه در جواب اعتراض وحید افراخته دربارهٔ تخلیه انبار گفته بود که آن ۴ سلاح متعلق به مجاهدین یعنی ما و تخلیه انبار اسلحه با تصمیم جمعی توسط مرکزیت سازمان یعنی شریف واقفی انجام گرفته بود. جریان تقی شهرام تحمل مخالفین فکری خودش را نداشت.
...
«خائن و توطئه‌گر خواندن مخالفین داخلی، سرکوب و اعدام رفقای مذهبی که در رابطه با عملکرد انحرافی و اپورتونیستی رهبری مجبور به جمع‌آوری نیروهای خود شده و در صدد انشعاب برآمده بودند و حرکت بر این مبنا که جریان تحول یافته را وارث سازمان مجاهدین خلق ایران به‌شمارد، بسیاری از نتایج ارزنده‌ای را که می‌توانست این تغییر و تحول ایدئولوژیک، در سطح جنبش ببار آورد به ضد خودش بدل نمود».
در روند آنچه «مبارزه ایدئولوژیک» خوانده می‌شد «قریب ۵۰ در صد از کادرها مورد تصفیه قرار گرفته و بسیاری از کادرها از مواضع مسئول کنار گذاشته می‌شوند
مرکزیت سازمان، توسط لیلا زمردیان همسر مجید شریف واقفی متوجه می‌شود که وی گاهی به کارگری نرفته، و با اعضایی که نباید تماس می‌گیرد. لیلا در طی بحثی با مجید متوجه تمایلات او در ایجاد تشکیلاتی موازی شده، در نتیجه به گزارش کارهای او به مرکزیت اقدام می‌کند. نامه دستنویسی که از او در دست است اوج فشارهای تشکیلاتی و سردرگمی لیلا زمردیان را نشان می‌دهد و اینکه او به ترور مجید شریف واقفی توسط جریان تقی شهرام تمایلی نداشته‌است. در صفحه ۳۶ یاداشت یادشده لیلا زمردیان نوشته‌است:
«دلم می‌خواست گفتن من (خبردادن در مورد فعالیت مجید شریف واقفی و دوستانش] برای حیات بچه‌ها [برای آنها] خطری نداشته باشد؛ یعنی من به A [شریف واقفی و دوستانش] خیانتی نکرده باشم…»
لیلا زمردیان: به داستان زندگی من گوش کنید.
بالاخره مرکزیت تصمیم به شدت عمل می‌گیرد و کار به ترور مجید می‌کشد. مرکزیت سازمان که متشکل از مارکسیست‌ها بود با یک تصمیم غیر انقلابی، شریف واقفی و مرتضی صمدیه لباف را به‌عنوان «خائنین شماره ۱ و ۲ معرفی کرده و به اعدام محکوم می‌کنند. ۵ روز پس از گزارش لیلا زمردیان، برای تعیین تکلیف نهایی، شریف واقفی به محل قراری فراخوانده می‌شود و حسین سیاه کلاه و وحید افراخته، مجید شریف واقفی را به قتل می‌رسانند.
سازمان مجاهدین خلق امروزه معتقدند که مجید در این قرار قصد داشته به نمایندگی تعدادی از افراد مجاهد که او مخفیانه سازماندهی کرده بود، با حفظ نام و آرم سازمان پیشنهاد همکاری مشروط برای مبارزه مثلاً در یک جبهه را بدهد، از طرف دیگر او بر جذب تعدادی دیگر از افراد در آینده خوشبین بوده‌است. در هر حال او به با همراهی همسرش در ۱۶ اردیبهشت ۱۳۵۴ به محل قرار می‌رود. پس از تحویل او، همسرش، لیلا زمردیان، به محل دیگری فرستاده می‌شود. در محل، محمدطاهر رحیمی و محسن خاموشی که راننده وسیله نقلیه بوده، تقی شهرام و عده دیگری نیز حضور داشتند. چند ساعت بعد مرتضی صمدیه نیز به محل قرار می‌آید و بدون اطلاع از آنچه پیش آمده، خواهان قطع رابطه با سازمان می‌شود، اما او نیز از تحویل سلاحش امتناع کرده و پس از درگیری از ناحیه شکم و دهان به‌شدت زخمی شده می‌گریزد. صمدیه سپس برای مداوای زخم‌هایش به یک پزشک مراجعه می‌کند که او هم وی را تحویل پلیس می‌دهد. گروه جسد شریف واقفی را آتش می‌زنند تا از شناسایی اش توسط ساواک جلوگیری کنند سپس آن را در محل دفن زباله‌ها در خارج از تهران می‌اندازند؛ اما ساواک بعد از دستگیری وحید افراخته و محسن خاموشی جسد را کشف و شناسایی می‌کند.
پس از علنی شدن این ماجرا در چندین ماه بعد، مجاهدین عملاً شقه شده و به اعتماد مردم ضربات هولناک می‌خورد. ساواک منتهای بهره‌برداری را کرده و جریان راست ارتجاعی زبان باز می‌کند.
سازمان پیکار در بعد از انقلاب در کتابی پیرامون این اتفاقات نوشته بود: «ادامه فعالیت جریان مذهبی که همچنان بر مواضع ایدئولوژیک سازمان مجاهدین خلق ایران تکیه داشت، تنها با ایجاد شرایط دمکراتیک برای برخورد نظرات و عقاید و سپس مرزبندی و انشعاب حول آن ممکن و میسر می‌گردد، لیکن به سبب گرایش‌ها و مواضع انحرافی عناصری که در آن مقطع در رهبری جریان مارکسیستی قرار گرفته بودند، این‌گذار در بدترین شکل خود و به‌صورت انحصار طلبی و توطئه چینی انجام پذیرفت» (تغییر و تحولات، ص ۲۰)
جریان تقی شهرام در ادامه عملیات پر سر و صدایی که به آن نیاز داشتند، ۳۱ اردیبهشت ۱۳۵۴ هم‌زمان با بازگشت شاه از آمریکا و در انتقام اعدام ۹ نفر از مجاهدین و فداییان که روز قبل از آن تیرباران شده بودند، دو مستشار نظامی آمریکایی به نام سرهنگ پاول شفر (Paul R. Shaffer) و سرهنگ دوم جک ترنر(Jack Turner) را ترور می‌کنند. در اطلاعیه سیاسی نظامی شماره ۲۲ سازمان به تاریخ اول خرداد ۱۳۵۴، آرم مجاهدین بدون آیه قرآن و متن اطلاعیه بدون «بنام خدا» منتشر شد.
مجاهدین مارکسیست، همچنین در ۱۲ تیر همان سال اقدام به عملیات کشتن یک دیپلمات آمریکایی به نام «دانالد اربونا» می‌کنند که ناموفق بوده اما در اعلامیه‌ای به خوبی در مورد این ناکامی، توضیح داده می‌شود. پس از آن ۵ نفر از افرادشان در درگیری با نیروهای ساواک کشته می‌شوند.
تا میانه سال ۱۳۵۴ هنوز کمتر کسی از تغییر ایدئولوژی در سازمان مجاهدین با خبر بوده و این سازمان یکی از معروفترین سازمان‌های مسلح مذهبی علیه رژیم در بین توده‌های مردم بود. در مهر ۱۳۵۴ جریان تقی شهرام با انتشار کتابی به نام «بیانیه اعلام مواضع ایدئولوژیک سازمان مجاهدین خلق ایران» اعلام کرد که ایدئولوژی دوگانه سازمان از اسلام به مارکسیسم - لنینیسم تغییر کرده‌است. در واقع علی‌رغم پذیرش مارکسیسم در سطح سازمان، رهبری بدون نظرخواهی از دیگران تغییر مواضع سازمان را با انتشار بیانیه رسماً اعلام کرد، یعنی اینکه ایدئولوژی کل سازمان تغییر یافته که واقعیت نداشت و هنوز افرادی بودند که به اعتقادات گذشته پایدار بودند و رهبری در واقع به‌جای همه تصمیم گرفت.
سازمان پیکار در این مورد اشاره کرده‌است که: «... این باور عمومی به‌وجود آمده بود که حق طبیعی رهبری است که این مواضع را به نام سازمان اعلام نماید و کادرها و مسئولین عملاً حقی در انتقاد و دخالت در آن نداشته باشند» (تغییر و تحولات، ص ۲۶). آن‌ها اعلام کردند که اسلام و دین به‌طور کلی افیون توده هاست و در بهترین حالت مدینه فاضله‌ای برای خرده بورژوازی است.
در این بیانیه آمده بود که مارکسیسم - لنینیسم واقعی‌ترین فلسفه علمی طبقه کارگر و راه حقیقی برای آزادی بشریت است. آن‌ها معتقد بودند که با مطالعه ماتریالیسم تاریخی و کتاب‌های مارکس و لنین و مائو، به ضعف شدید اسلام به‌عنوان یک ایدئولوژی و وسیله‌ای برای مبارزه پی بردند. همچنین در این بیانیه با اتحاد جماهیر شوروی پس از استالین که اردوگاه سوسیالیستی برای چپ سنتی ایران همچون حزب توده، سازمان فداییان و روشنفکران مبارزی مثل «بیژن جزنی» بود مرز بندی شده، آن را «سوسیال امپریالیست شوروی» نامیده بودند.
جریان مزبور، خود را همچنان «سازمان مجاهدین خلق ایران» می‌دانست و آرم آن را بدون آیه قرآن و تاریخ تأسیس و با مشت گره کرده بزرگتر و تغییر اسلحه به کلاشینکف در اطلاعیه‌هایشان بکار می‌برد. آن‌ها باقی‌ماندگان مجاهدین مسلمان را، آدم‌کش، سکتاریست، و آماده برای خدمت به ساواک می‌نامیدند.
بعد از دستگیری وحید افراخته، در حالی‌که وی با ساواک همکاری می‌کرد و زندانیان زیادی را به کمیته می‌کشید و برای شکنجه بیشتر صمدّیه لباف به منوچهری خط می‌داد، تقی شهرام و مریدانش در نشریه «باختر امروز» که در اختیار آنان بود (شهریور ۵۴، شماره ۶۷، صفحه سوّم) از «خیانت صمدّیه لباّف» دم می‌زدند که گویا مجاهد وحید افراخته و مجاهد محسن خاموشی را به رژیم لو داده‌است.
جریان حاکم بر سازمان، کتاب «در مبارزه» مائو تسه تونگ را کتاب اصلی و سازمانی خود قرار داده و روزنامه «نشریه» را منتشر می‌کردند. پس از آن گاهنامه «مجاهد» را به‌جای مجله «جنگل» و فصلنامه «قیام کارگر» را که به شرایط محیط کار و زندگی کارگران و مبارزه کارگری می‌پرداخت، منتشر کردند. در این بین همچنان رابطه‌ای محکم با سازمان آزادیبخش فلسطین (ساف)، مبارزین ظفار، جمهوری خلق یمن و گروه‌های مارکسیستی در کنفدراسیون دانشجویان خارج از کشور داشتند.
در سوم بهمن ماه سال ۱۳۵۴، منیژه اشرف زاده کرمانی، محسن بطحایی، محسن خاموشی، محمد طاهر رحیمی، ساسان صمیمی بهبهانی، مرتضی لبافی نژاد، عبدالرضا منیری جاوید، وحید افراخته از مارکسیستها و مرتضی صمدیه لباف از مجاهدین مسلمان در تهران تیرباران شدند.
در بهمن ماه ۱۳۵۴ مجاهدین مارکسیست، سعی در انفجار کنفرانس سرمایه‌گذاران خارجی در تهران داشتند که بمب زودتر از زمان مورد نظر منفجر شد و حامل بمب، منیژه بتول افتخاری را به‌شدت زخمی کرد که کمی بعد از شدت جراحات جان باخت. در اردیبهشت ۱۳۵۵ درب ورودی اداره‌ای که عاملین حمله مرکز اسراییل در تهران نامیدند، منفجر شد. در ۶ شهریور همان سال سه مستشار نظامی آمریکایی در نیروی هوایی ایران شاغل در شرکت «راکول اینترنشنال» به نام‌های «ویلیام کاترل، رابرت کرونگارد و دانالد اسمیت» را ترور کردند.
جریان جدید پس از تغییر ایدئولوژی به مارکسیسم باز هم خودشان را «سازمان مجاهدین خلق ایران» می‌نامید اما در جنبش انقلابی ایران به بخش منشعب یا مجاهدین مارکسیست یا سازمان مجاهدین (بخش م. ل) مشهور بودند. آن‌ها جهت رشد ایدئولوژیک خود و جنبش انقلابی ایران علاوه‌بر کتاب و نشریات اشاره شده چنین کتاب و گاهنامه نیز منتشر کردند، در این میان می‌توان به چند عنوان همچون، «ایران الجماهیر» نشریه‌ای به زبان عربی سازمان، مقاله «دوآلیسم سیاسی» نوشته حسین روحانی در نقد مشی چریکی، کتابهای: «ظهور امپریالیسم ایران و تحلیلی از روابط ایران و عراق» که به زبان‌های دیگر نیز ترجمه شد، «احتضار امپراتوری دلار» نوشته تقی شهرام، سازماندهی و تاکتیک هاً و «مسائل حاد جنبش ما» (گفتگو برای وحدت با سازمان فداییان) اشاره کرد.
یکی از دلایل این انشعاب خشونت‌بار در سازمان مجاهدین، عدم وجود دموکراسی در این سازمان چریکی بود، موردی که در سایر گروه‌های چریکی از جمله فداییان هم رخ داده بود.
مبارزه مسلحانه در شرایط بسیار مخوف در زیر جو پلیسی که ساواک به‌وجود آورده بود نتیجه‌ای دمکراتیک نیز در حل اختلافات درونی در برنداشت. افراد مخالف اجازه‌ای برای داشتن تشکیلات موازی یا ابراز عقاید خود نداشتند. این انشعاب بقول تراب حق‌شناس یک زایش دردناک بود. البته این مهم توجیهی برای کشتن رفقای مخالف ایجاد نمی‌کند، بلکه تنها گوشه‌هایی از اشتباهاتی که مشی چریکی و مبارزه در آن شرایط به‌شدت مخاطره‌آمیز می‌تواند به‌وجود آورد را نشان می‌دهد. باید توجه داشت که این اعمال غیر دموکراتیک ریشه در سال‌های اولیه و سازماندهی غیر دموکراتیک در قبل داشته‌است. به‌عنوان نمونه سیستم سانترالیسم دموکراتیک که بیش و کم نظام تشکیلاتی مورد قبول اغلب سازمان‌های سیاسی ایران بوده، در عمل بخش سانترالیسم آن عمدتاً استفاده می‌شده تا اینکه در ترکیبی با دموکراسی قرار گیرد. این مهم حداقل در سازمان مجاهدین خلق ایران به‌طور وسیعی اجرا می‌شده‌است.
در کتابی که پس از انقلاب ۱۳۵۷، توسط سازمان مجاهدین به نام «بررسی امکان انحراف مرکزیت دموکراتیک یا تفاوت شک علمی و غیر علمی در امر تشکیلات» منتشر شده‌است، می‌خوانیم که: «مسائل در درون تشکیلات انقلابی به‌طور عمده از طریق بحث و اقناع حل و فصل می‌شود؛ یعنی به این مفهوم که، تصمیمات، دستورالعمل‌ها و دادن مسئولیت به یک فرد، یا مشکلات و مسائلی که ممکن است در درون یک تشکیلات انقلابی برای فرد پیش بیاید، در درجه اول سعی می‌شود با شیوه دمکراتیک (از طریق بحث و اقناع) حل و فصل شود، ولی در نهایت موقعی که نیاز به تصمیم‌گیری و عمل کردن باشد، در چنین صورتی نظر نهایی را سازمان (به‌طور عمده رهبری) خواهد داد. این بدین مفهوم است که در عین اینکه در چنین تشکیلاتی دموکراسی وجود دارد، ولی در رابطه این دو (مرکزیت و دموکراسی) در تحلیل نهایی تقدم با مرکزیت است».[۲۹]
همان‌طور که ملاحظه می‌شود این شیوه تفکر، دستور کار و ترجمان این سازمان از «سانترالیزم دموکراتیک» بوده‌است. حال اگر این شیوه از سانترالیسم دموکراتیک، که مورد قبول سازمان مجاهدین است، در دوران تغییر ایدئولوژی سازمان مجاهدین در دستور کار قرار دهیم. متوجه می‌شویم که در آن زمان سه نفر در رهبری برای سازمان مجاهدین خلق تصمیم می‌گرفتند، که دو نفر آنان یعنی بهرام آرام و محمد تقی شهرام به نفع مارکسیسم و مجید شریف واقفی در جهت اسلام رای می‌دهند و بخاطر فقدان دموکراسی و نیز رهبری طلبی تقی شهرام، مجید شریف واقفی تحمل نشده و به قتل می‌رسد. باید قویاً گفت، که آن عمل کاملاً غلط و فاجعه بار و این شیوه از سانترالیزم دموکراتیک ویران‌کننده خواهد بود.
متأسفانه مرکزیت آن زمان مجاهدین مارکسیست به‌دنبال مرگ شریف واقفی چند برخورد بسیار نادرست نسبت به افرادی که مخالف آنان بودند مرتکب شدند. از آن جمله می‌توان به واقعه‌ای که دربارهٔ حسین باقرزاده اتفاق افتاد اشاره کرد. وی هم‌اکنون دارای دکترای علوم کامپیوتر است و در امور حقوق بشر و به ویژه علیه احکام اعدام و سنگسار فعالیت می‌کند.
در زمستان ۱۳۵۳ زمانی که تغییر و تحولات در درون سازمان مجاهدین به دفاتر سازمان در بغداد و لندن می‌رسد. حسین باقرزاده که در تابستان ۱۳۵۳ به سازمان پیوسته و مسئول دفتر سازمان در لندن بود به تغییر ایدئولوژی و شیوه هدایت رهبری جدید در سازمان اعتراض می‌کند.
بنا به پیشنهاد علیرضا سپاسی آشتیانی که فرستاده جدید سازمان در سوریه بود، وی انتقادات و دیدگاهش را به‌طور کتبی برای رهبری سازمان می‌نویسد. کمی بعد از کشته شدن مجید شریف واقفی در اردیبهشت ماه، باقرزاده، نامه‌ای از رهبری سازمان دریافت می‌کند که وی را برای بحث و ابراز عقایدش به‌صورت حضوری، به ایران فرا می‌خواند. علی‌رغم اینکه دوستانش این را یک تله می‌دانند وی با گذرنامه تقلبی در مهر ماه ۱۳۵۴ توسط حسین روحانی به ایران برده می‌شود. پیش از این در روزنامه «اطلاعات» از وی به‌عنوان عضو مجاهدین در لندن نام برده شده بود. باقرزاده بدون اطلاع خانواده‌اش در ایران به مدت سه ماه در تهران می‌ماند و بر عقایدش پای می‌فشرد. پس از چندی وی تصمیم به خروج از ایران می‌گیرد اما توسط رهبری تهدید شده و همان گذرنامه تقلبی نیز از او گرفته می‌شود. باقرزاده سپس تمام ارتباطات خود را قطع کرده و از افراد سازمان و پلیس خود را مخفی می‌کند، اما کمی بعد در دی ماه همان سال به کمک محمد یقینی به‌طور قاچاق از کشور خارج شده، ابتدا به کویت و بعد به سوریه بازمی‌گردد. تشکیلات سازمان در سوریه که در آن زمان، دیگر توسط محمد یزدانیان، که بعدها از متشکلین گروه موسوم به «آرمان طبقه کارگر» بود، اداره می‌شد، از کمک به وی برای بازگشتن به انگلستان خودداری می‌کند، اما وی سرانجام به کمک محسن نژادحسینی، یکی از مجاهدین گرفتار در حادثه هواپیما ربایی، پولی دریافت کرده و به نزد خانواده اش بازمی‌گردد. سازمان کمی پس از فرار وی در نشریه خود به نام «خبرنامه مجاهد» از وی به‌عنوان خائن شماره ۳ نام می‌برد، (خائنین شماره ۱و۲، شریف واقفی و صمدیه لباف بودند) که از عدالت انقلابی گریخته اما هر کجا که باشد سرانجام به مجازات خواهد رسید. چند ماه بعد «محمد یقینی» دوست نزدیک باقرزاده در سازمان، متهم به همکاری با وی شده که او را هم جریان حاکم بر سازمان ترور کرد. محمد یقینی که مرگ وی نیز در هاله‌ای از ابهام، به مانند قتل شریف واقفی یک ترور درون سازمانی تلقی شده، یکی از تلخ کاری‌ها، در تاریخ این سازمان است. «رهبری علی‌رغم اعلام، اعدام ناجوانمردانه شریف واقفی و صمدیه لباف در بیانیه سال ۵۴، در مورد اعدام محمد یقینی در سال ۱۳۵۵، آن را از اعضا و کادرها مخفی نگه داشته و سرانجام علی‌رغم خواست رهبری اعضا نیز از آن مطلع شدند».
در سازمان مجاهدین مارکسیست از بعد از انشعاب تا زمان انقلاب ۴۷ تن از جان باختند. از کشته‌شدگان مارکسیست تنها یک‌نفر بعد از انشعاب به مارکسیستها پیوسته بود و بقیه از اعضا قدیمی بودند. ۳۱ تن از مارکسیستها در درگیری خیابانی، ۷ نفر اعدام، ۶ نفر زیر شکنجه و ۳ نفر کشته اما مفقود الاثر شدند. یک سوم از جان باختگان زنان بودند.
علی‌رغم بهره‌برداری‌های وسیع ساواک و بروز زودرس جریان راست ارتجاعی که بعد از قتل شریف واقفی شدت گرفت، ادعا می‌شود که تغییر ایدئولوژی در سازمان باعث شکوفایی در بین نیروهای مبارز و گسستن از چپ سنتی هوادار شوروی مثل حزب توده و سازمان فداییان، به تفکرات پیشرو گردیده‌است. جریان مزبور در آن سال‌ها به تأثیرات خطرناک سازمان چریکهای فدایی خلق ایران از حزب توده و گرایش به راست این سازمان که بعد از انقلاب سال ۱۳۵۷، در انشعاب موسوم به اقلیت و اکثریت دیده شد، هشدار داده بود.
در روند تحولات ایدئولوژیک جریان تقی شهرام به نقد و بررسی شیوه مبارزه پرداخت. به‌عنوان نمونه، با وجود تغییر ایدئولوژی آن‌ها هنوز به مبارزه مسلحانه چریکی یعنی مبارزه روشنفکران جدا از مردم عمل می‌کردند، اما به تدریج به مبارزه در کنار مردم و در نتیجه همگام با توده‌های زحمتکشان روی آورد.
سازمان در سال ۱۳۵۵ به‌صورت فعال در جنبش زحمتکشان خارج از محدوده شرکت کرد. همین گرایش موجب شد که در تجربه عملی و بررسی واکنش‌های کارگران و زحمتکشان از عملیات مسلحانه، همچنین مطالعه مباحث تئوریک نیروهای خارج از کشور و مبارزین کشورهای دیگر در نقد و رد مشی چریکی، سازمان این دوگانگی سیاسی در مبارزه علیه رژیم یعنی مبارزه مسلحانه جدا از مردم را در اسفند ۱۳۵۶ کنار گذارد و بر مبارزه کارگری و جنگ دراز مدت توده‌ای پای فشرد.

## دستیگری و اعدام
تقی شهرام روز ۱۱ تیرماه ۱۳۵۸ توسط نیروهای جمهوری اسلامی دستگیرشد و پس از تحمل یکسال زندان به اعدام محکوم شد. تقی شهرام با به رسمیت نشمردن دادگاه، به غیر از جلسه اول، در دادگاه حاضر نشد. سازمان پیکار، گروه نبرد و آرمان و عده‌ای از فعالین منفرد چپ، کمیته دفاع از تقی شهرام را تشکیل دادند و محاکمه وی را حمله علیه نیروهای چپ نامیدند. هادی اسماعیل‌زاده وکیل تقی شهرام بود که دادگاه به بهانه «مسلط نبودنش به قوانین اسلامی» صلاحیت وی را برای وکالت نپذیرفت. تقی شهرام اواخر تیر۱۳۵۹ پس از ۴ روز محاکمه در دادگاهی به ریاست سه روزه عبدالمجید معادیخواه و روز چهارم به ریاست علی مبشری، در بامداد دوم مرداد ۱۳۵۹ تیرباران شد.
سازمان پیکار که در واقع میراث سیاسی شهرام محسوب می‌شود پس از اعدام وی در شماره ۶۵ نشریه خود نوشت:
«شهرام به تعبیر یک ضرب‌المثل معروف همچون اسب تیز تکی است که گاه پایش می‌لغزد، لغزشی که با توجه به معیار خود ممکن است آثار نامطلوب و دردناکی هم بجا بگذارد (و گذاشت) اما این لغزشها نباید ارزیابی همه‌جانبه ما را تحت تأثیر قرار دهد.»
کمی پیش از پیروزی انقلاب، تقی شهرام به کمک سازمان به داخل کشور بازمی‌گردد. در این زمان او بی پروا در جلو دانشگاه تهران و در جلسات بحث و گفتگوهای خیابانی بدون این که خود را معرفی کند شرکت می‌کند. در این مورد اعضای سازمان مرتب خطر شناسایی شدن توسط رژیم شاه یا مرتجعین را به وی گوش زد می‌کردند، اما وی به کار تبلیغی خود ادامه می‌داد. چند ماه پس از انقلاب وی متوجه خطری که در کمین وی بود شده و توسط همسرش با سازمان پیکار در راه آزادی طبقه کارگر برای خروج از کشور تماس می‌گیرد. سازمان پیکار با وجود طرد علنی وی، اما بخاطر اهمیتی که وی برای جنبش کمونیستی داشته توسط روحانی و سپاسی مجدداً به شاکر که در خروج از کشور شهرام در سال ۱۳۵۶ نقش تعیین‌کننده‌ای داشت، مأموریت تازه‌ای می‌دهد. این عمل دیر هنگام صورت می‌گیرد و با سهل انگاری که تقی شهرام در حضور علنی در خیابان دارد وی در شامگاه روز دوشنبه ۱۱ تیرماه ۱۳۵۸ در خیابان کارگر جنوبی توسط فردی که در جلو یکی از خانه‌های تیمی سابق آن‌ها مغازه خیاطی داشته و تقی شهرام در نامه‌اش به بیرون از زندان از او به نام محمد آقا نام می‌برد، شناسایی شده و با داد و فریاد موجب دستگیری وی توسط کمیته ۸ تهران می‌گردد.
خبر دستگیری تقی شهرام در رادیو و روزنامه‌های کشور اعلام می‌گردد و در همان اوان در اطلاعیه دادستانی انقلاب وی متهم به قتل چندین نفر و اتهام بازگشت از اسلام می‌گردد. رژیم دستگیری و محاکمه تقی شهرام را بخاطر دفاع از حیثیت شهدای سازمان مجاهدین خلق اعلام کرده بود سازمان مجاهدین خلق در ۱۳ تیرماه ۱۳۵۸ در خصوص دستگیری تقی شهرام اطلاعیه‌ای صادر کرد و خواهان حضور نمایندگان این سازمان در دادگاه تقی شهرام شد.
سازمان پیکار برای هماهنگی فعالیت‌ها در جهت آزادی و دفاع از وی دست به تشکیل کمیته‌ای به این مناسبت زد.
تقی شهرام خود در توصیف در نامه خود نوشته‌است: «از اینجا منشأ این تبلیغاتی که در روزنامه خود سپاه علیه من راه انداخته‌اند! که البته شنیده‌ام و ندیده‌ام، ولی جالب است که آن‌ها از یک طرف زندان بان، از طرف دیگر بازجو و قاضی تحقیق و از طرف دیگر رقیب سیاسی ایدئولوژیک من هستند!» (پیکار، ش۶۶، ص ۸)
کمیته دفاع از تقی شهرام، با کمپین‌های متعدد و درج تقریباً هر هفته گزارشی از وی در نشریه پیکار به فعالیت خود و افشاگری رژیم ادامه می‌داد. بارها اعلام می‌شد که بزودی تقی شهرام محاکمه می‌شود، اما رژیم منتظر زمان مناسب برای این کار بود.
در اواخر تیرماه ۱۳۵۹ این زمان برای رژیم مناسب تشخیص داده شد، چرا که در اوایل اردیبهشت توانسته بود با موفقیت دانشگاه‌ها، مکان رشد جریان‌های انقلابی بود را ببندد. همچنین در ۴ تیرماه همین سال سید روح‌الله خمینی با شعار، «منافقها هستند که بدتر از کفارند» در یک سخنرانی اشاره به ملاقات خود در سال‌های قبل با حسین روحانی و تراب حق‌شناس در نجف کرده، بدین وسیله به کوبیدن سازمان مجاهدین و سازمان پیکار به‌طور علنی دست زد. کمیته دفاع از تقی شهرام به کمک والدین و همسر وی وکیلی ایرانی و دو وکیل ناظر آلمانی و فرانسوی برای محاکمه قریب‌الوقوع وی برای دفاع از تقی شهرام دعوت کردند. در این میان تنها وکیل آلمانی به شرح مشاهدات خود از محاکمه تقی شهرام در نشریه معتبر اشپیگل پرداخت که مضمون آن در زیر اشاره می‌شود.
محاکمه تقی شهرام در ۲۳ تیر ماه آغاز شد، شهرام در روز اول به دادگاه آورده شد، که وی با به رسمیت نشناختن آن از دادگاه به سلولش برده شده و در طی چهار روز بعد بدون حضور وی ادامه یافت. در دادگاه خانواده‌های قربانیان تصفیه‌های مجاهدین به شکایت از وی پرداخته بودند. سازمان پیکار بارها دستگیری و محاکمه تقی شهرام اعلام داشته بود که در صورت هر گونه محاکمه‌ای وی بایستی توسط اعضا و فعالین سازمانی که وی در آن فعالیت می‌کرده محاکمه شود. سازمان مجاهدین علی‌رغم پایداری تقی شهرام در عدم همکاری با رژیم، همچنان خواستار شرکت در محاکمه وی بودند. از سوی دیگر حزب توده و سازمان فداییان اکثریت که به تازگی انشعاب کرده بودند یا در این محاکمه قلم فرسایی می‌کردند یا با سکوت خود آب در آسیاب رژیم می‌ریختند. 
محاکمه چهار روز طول کشید و بدون اعلام حکم آن دادگاه، به پایان رسید. همان‌طور که انتظار می‌رفت وی چند روز بعد در اولین ساعت‌های روز پنج شنبه دوم مرداد ۱۳۵۹ به جوخه اعدام سپرده شد.

## آثار
- دو نامه از رفیق محمدتقی شهرام از زندان جمهوری اسلامی، گروهی از زندانیان سیاسی رژیم شاه، بی‌جا: بی‌نا، ۱۳xx.
- دفترهای زندان: یادداشت ها و تأملات در زندان‌های جمهوری اسلامی، فرانکفورت: انتشارات پیکار و اندیشه، چاپ اول: مرداد ۱۳۹۰[=اوت ۲۰۱۱].
- فرار از زندان، اوضاع سیاسی ایران و مبارزۀ مسلحانه (مصاحبه با محمدتقی شهرام، ۱۳۵۳)، فرانکفورت: انتشارات پیکار و اندیشه، چاپ اول: آبان ۱۳۹۵[=نوامبر ۲۰۱۶].

### دربارۀ شهرام
- کریمی، احمدرضا، تقی شهرام به روایت اسناد، تهران: مرکز اسناد انقلاب اسلامی، ‏‫۱۳۹۸‬.‬